# Voodoo
Voodoo (engelska) eller vodou (haitisk kreol) är ett samlingsnamn för en lös grupp animistiska religioner med inslag av förfäders- och andedyrkan. Olika typer av voodoo är vanligt förekommande i Västafrika, Haiti, Dominikanska republiken, Kuba, Puerto Rico och i viss utsträckning även i södra USA. Namnet kommer från det afrikanska språket fon där det betyder ande.
I många filmer och TV-serier har voodoo kommit att förknippas med zombier och så kallade voodoo-dockor. Båda företeelserna existerar i voodoo-religionen, men är lika sällan förekommande som exorcismer är i kristna samfund. På grund av detta används inom modern religionsforskning ibland termerna vodou eller vodun.

## Bakgrund
Ursprunget till religionen voodoo kan spåras tillbaka till afrikanska religioner bland fon- och ewe-talande folk och är sannolikt flertusenårigt. Religionen är närmast att betrakta som en hybrid av en mängd traditioner och trosinriktningar vilket gör den mycket dynamisk och också ibland svår att få grepp om (se även uttrycket "kreol").
Till Västindien kom voodoo med slavskeppen och fick snabbt fäste bland den ofria befolkningen. Även där fortsatte religionens former att utvecklas och fick snart starka inslag av katolicism. Till exempel börjar en vanlig haitisk voodooceremoni som en katolsk mässa och övergår alltmer till att anta formen av andedyrkan. Måhända är ursprunget till detta att de franska herrarna i kolonin St. Domingue, som Haiti hette fram till självständigheten 1804, försökte undertrycka voodoo och tvångskristna sina slavar. För att undvika de straff som slavarna visste hotade om de avslöjades med att tjäna andarna försökte de kanske lura européerna genom att få ceremonin att vara förvillande lik de riter som de "borde" ägna sig åt.

## Ställning idag
Idag är voodoo allmänt betraktad som en religion snarare än en kult och gäller som statsreligion i bland annat Benin. Även i Haiti, efter många års förtryck, erkändes den 2003 som folkreligion jämte romersk katolicism. Det kan vara intressant att notera att skiljelinjen mellan voodoo och kristendom är ganska luddig för de flesta haitier och att många inte ser någon konflikt i att bekänna sig till båda. Utövare av voodoo är i allmänhet öppna för influenser utifrån och ceremonierna är inkluderande snarare än exklusiva tillställningar.
Idag finns det ungefär 50 miljoner utövare av voodoo.

## Religionen
I voodoo kretsar riterna kring andarna. Dessa anses vara de levande människornas förbindelselänk till det förflutna, både bortgångna släktingar men i Haitis fall även med det afrikanska ursprunget. Haitiska utövare använder sällan begreppet voodoo själva utan talar hellre om sevis lwa, tjänande av andarna.
Kungen över hela världen tros vara en skapare, Gud, Bondye (jämför franskans Bon Dieu - "god gud"). På haitisk kreol är ordet för huvudguden i voodoo och den kristne Guden samma. Till skillnad från kristendomen tros Gud ha skapat jorden och människorna för att sedan tappa intresset för skeendena här och träda in i en passiv åskådarroll. Istället tillskrivs handlingskraften andarna, lwa ibland loa. Andarna är indelade i familjer med gemensamma efternamn, som till exempel Ezili, Ghede och Ogou. De härskar över olika aspekter av människornas tillvaro. Varje enskild ande har sedan en motsvarighet i ett katolskt helgon. Till exempel är Danbala, ormarnas ande, identisk med Mose som i Bibeln förvandlade en stav till en orm. Eftersom Gud är passiv så är det andarna som man åkallar, blidkar eller ber till under ceremonierna.
Varje individ har också en särskild grupp andar som den bär inom sig. Till viss del bestäms detta via härstamning eftersom utvidgade familjegrupper har en särskild familje-lwa. Genom att interagera med sin specifika uppsättning andar försöker individen att hitta en balans i sin tillvaro. Det finns i voodoo inget egentligt ont eller gott. Alla andar kan vara hjälpsamma och alla kan bli arga. Balansen och bibehållandet av harmonin är det som är eftersträvansvärt.

### Organisation
Till skillnad från många andra religioner har voodoo en mindre strikt hierarki. Det finns ingen central organisation eller ledare över hela religionen, såsom en påve. Vem som helst kan hålla en voodoo-ceremoni var som helst. Man behöver inte vara prästvigd eller motsvarande för att anordna och leda en tjänst av andarna.
Icke desto mindre finns det mer eller mindre professionella präster (Houngan) och prästinnor (Manmbo) som bjuder ut sina tjänster. De olika Houngan och Manmbo skiljer sig en del i sina ceremonier och övriga religiösa utövning, bland annat för att det inte finns någon central religiös nerskriven text, såsom en Koran eller Bibel. Därför kan information i böcker och på internet om hur olika ceremonier går till verka mycket motsägelsefull.

### Ceremonier
En haitisk ceremoni antar ofta formen av en fest. Man lagar mat, serverar dryck, spelar musik och pyntar lokalen. Själva mässan börjar, som nämnts ovan, med att man ber katolska böner. Fader Vår och Ave Maria-bönerna är centrala.
Sedan övergår man till att välkomna de andar som man vill bjuda på festen, i typfallet de som är associerade med den anordnande familjen, eller trakten där ceremonin äger rum. Andarna välkomnas en efter en och uppmanas att ansluta sig till församlingen. Detta gör en lwa genom att ta en av deltagarna i besittning. Detta kallas att anden "rider" en människa. När en individ blir intagen på detta sätt tjänar dess kropp som medium för anden. Individens handlingar tillskrivs anden och dess tal är andens. Det finns väldigt klara tecken på om en människa verkligen är besatt eller inte och erfarna voodoo-bekännare kan utan svårighet bedöma om en ande verkligen har inträtt i en kropp. När en ande är i en människa kan den bland annat lösa tvister, utfärda varningar, ge råd, sia om framtiden eller bara driva gäck med sin värdkropp och den övriga församlingen. Detta kan pågå hela natten.

## Avarter och myter om voodoo
Som med alla religioner finns det såväl avarter inom som myter omkring voodoo.

### Zombier och att döda på distans
En av de stora avarterna är de kulter som ibland har benämnts New Orleans Voodoo, även om dess ursprung snarare ligger på Haiti, eller möjligen så tidigt i religionen som i Europa och Afrika. Likt andra kulter bygger New Orleans Voodoon på en stark ledare som duperar sina undersåtar, i det här fallet med hjälp av grupptryck och gifter.
Den mest extrema formen av detta sektbeteende är den etnologiska bakgrunden till zombien, egentligen en förgiftad person som totalt verkar sakna fri vilja. Giftet ger alla symptom på att döden har inträtt. Efter begravningen grävs "liket" upp och ges ännu ett gift som försätter personen i ett viljelöst tillstånd. Sådana drogade personer användes på vissa håll som extra billig arbetskraft. Att skapa zombier är en förmåga som tillskrivs särskilt mäktiga houngans (det krävs ett komplext gift för att skapa en zombie), och kopplingen till Voodoo blir således ovedersäglig. Däremot är denna hantering en mycket marginaliserad del av religionen och inte, som några källor vill göra gällande, central i den.
En annan avartsföreteelse inom New Orleans Voodoo är den där en bokor (eller häxmästare) kan döda på distans. Genom närmast oinskränkt makt hos en bys religiösa ledare, låtsas den uttala en förbannelse som får en i förväg utsedd byinvånare att långsamt dö. I själva verket dör personen eftersom den utesluts så hårt ur bygemenskapen att den i praktiken svälter till döds.

### Svart magi och voodoo-dockor
Voodoo har sedan slutet av 1950-talet, efter framträdandet av ockultister som Aleister Crowley med flera, kommit att förknippas med svart magi och så kallade voodoo-dockor.
Voodoo-dockorna (poppets eller pwen) sägs fungera som en representation av en person. Det dockan råkar ut för, sägs också hända personen som dockan representerar. Vanligast (i myten) är att sticka dockan med nålar eller att bränna den.
Bruket av dockor är dock inte unikt för voodoo och har lika stor/liten grund i europeiska magiska föremål eller i nkisi eller bocio från västra och centrala Afrika. Myten har mycket liten täckning i den verkliga voodoo-religionen. Voodoo-dockorna förekommer, men det var européer som gjorde kopplingen till voodoo, inte utövarna själva.
Inom många afrikanska religioner är tron på häxeri (inklusive svart magi, förmågan att besvärja onda andar) stor, och voodoo är inget undantag. Mycket av det som forskare från början trodde var tro på svart magi var dock antingen de ritualer som hedrade eller försökte kontakta de döda, eller tron på det vi kallar "ödet" eller "otur".